# 욜로 유 온리 리브 원스
《욜로 유 온리 리브 원스》(Solo Se Vive Una Vez, YOLO You only live once)는 스페인에서 제작된 페데리코 쿠에바 감독의 2017년 액션, 코미디, 범죄 영화이다. 피터 란자니 등이 주연으로 출연하였다.

## 출연

### 주연
- 피터 란자니
- 제라르 드빠르디유
- 산티아고 세구라
- 휴고 실바

### 조연
- 카를로스 아레세스
- 루이스 브란도니
- 베블로 세드론